# L'Affaire Noah Dearborn
Pour plus de détails, voir Fiche technique et Distribution.
L'Affaire Noah Dearborn — ou Le Secret de Noah au Québec — (The Simple Life of Noah Dearborn) est un téléfilm américain de Gregg Champion (en), diffusé en 1999. 
Pour son interprétation du personnage de Sarah McClellan, Dianne Wiest a été nommée pour un Primetime Emmy Award de la meilleure actrice dans un second rôle dans une mini-série ou un téléfilm. 

## Synopsis
Noah Dearborn, un charpentier de 90 ans (bien qu'il n'en paraisse que 60), mène une vie sereine et isolée du monde moderne à Twin Pines (Géorgie). Christian Nelson, un promoteur immobilier, lui propose de lui acheter ses terres afin d'y bâtir un centre commercial. Devant son refus, Nelson décide de se les approprier en le faisant déclarer déficient mental. Afin d'y parvenir, il demande l'aide de sa petite amie, psychologue, le docteur Valérie Crane.

## Fiche technique
- Titre original : The Simple Life of Noah Dearborn
- Titre français : L'Affaire Noah Dearborn
- Titre québécois : Le Secret de Noah
- Réalisation : Gregg Champion (en)
- Scénario : Sterling Anderson
- Décors : Jerry Wanek
- Photographie : Gordon C. Lonsdale
- Montage : Gib Jaffe
- Musique : Joseph Conlan
- Production : Mark Amin (en), Peter A. Marshall
- Sociétés de production : World International Network et Trimark Pictures (en)
- Société de distribution : CBS
- Pays d'origine :  États-Unis
- Langue originale : anglais
- Genre : Drame
- Format : Couleur - 35 mm - 1,33:1 - son stéréo
- Durée : 88 minutes
- Dates de première diffusion :  États-Unis 9 mai 1999 (CBS) ;  France : 1er novembre 2007 (M6)

## Distribution
- Sidney Poitier (VF : Med Hondo) : Noah Dearborn
- Dianne Wiest (VF : Denise Metmer) : Sarah McClellan
- Mary-Louise Parker (VF : Rafaèle Moutier) : Dr Valérie Crane
- George Newbern (VF : Damien Boisseau) : Christian Nelson
- Bernie Casey : Sillas
- Roxzane T. Mims : la mère de Noah
- Afemo Omilami : le père de Noah
- Christopher Ryan Dunn : Noah à 18 ans
- James Thomas Lee Knight : Noah à 8 ans
- Von Coulter : Petrini
- John Bedford Lloyd : Murphy
- Frances Bay : Mme Lewis
- Donna Bisco : l'infirmière
- Sharon Blackwood : Gretchen
- Tommy Creswell : Dr Hartman
- Mark Gowan : Dr Wells
- Terence Gibney : Dr Cowans
- Frank Hoyt Taylor : Simmons